# Castlebridge
Castlebridge is een plaats in het Ierse graafschap Wexford. De plaats telt 1.726 inwoners.